# Bonbon

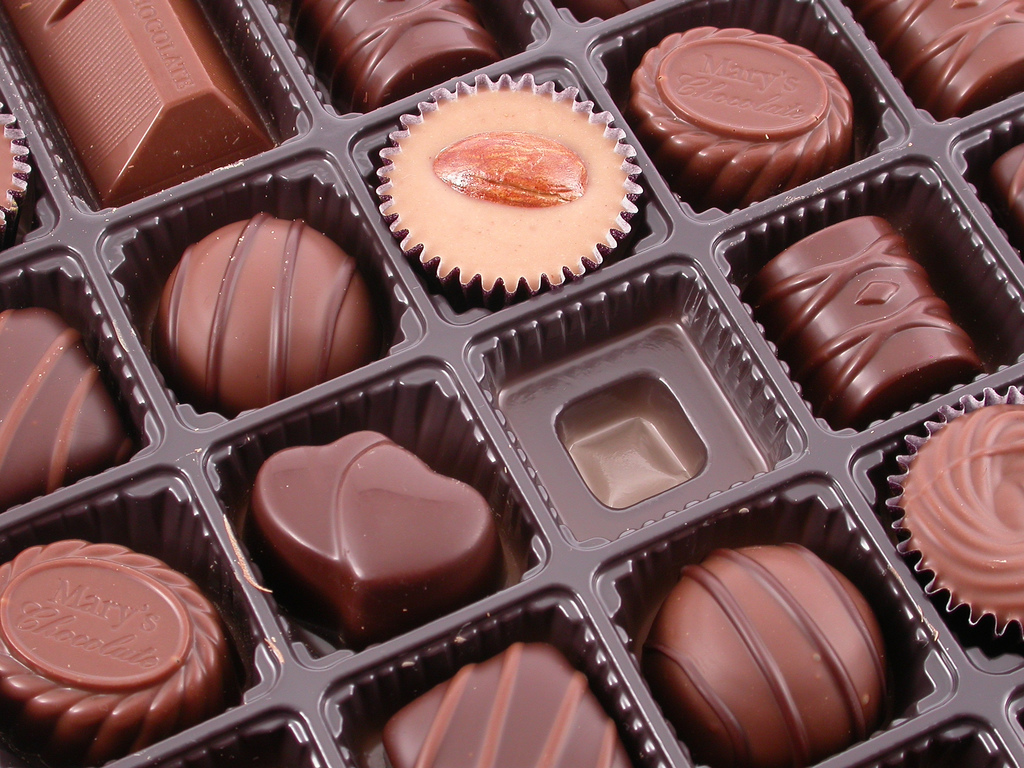
Čokoládové bonbony – pralinky

Bonbon je cukrovinka, která se poprvé objevila v 17. století ve Francii. Původně jedly bonbony děti na královském dvoře a povykovaly: „Dobré! Dobré!“ (francouzsky – „Bon! Bon!“). Takto vznikl název této lahodné cukrové hmoty. Později se výroba bonbonů zdokonalovala a začaly se vyrábět různé druhy – cucavé, ovocné, karamelové, čokoládové (například pralinky), kyselé i gumové. Bonbony si našly velkou oblibu u dětí, ale i dospělých. Mají sladkou chuť.
Slovo bonbon můžeme psát dvěma způsoby, krátce bonbon i dlouze bonbón. Mezi jednotlivými výrazy není významový rozdíl.